# اکسکالیبوسور
اکسکالیبوسور(نام علمی: Excalibosaurus) نام یک سرده از تیره قلمی‌بالگان است.